# 'Ndrina Gallelli
La 'ndrina Gallelli è una cosca malavitosa o 'ndrina della 'ndrangheta calabrese, originaria di Badolato (Catanzaro).

## Storia

### Anni 2010
- Il 3 luglio 2013  si conclude l'operazione Itaca-Freeboat contro esponenti dei Gallelli e dei Gallace di Guardavalle[1]. L'11 ottobre 2017 si conclude il processo con 12 condanne[2].
- L'8 dicembre 2017 si conclude l'operazione Pietranera della squadra mobile di Catanzaro con cui vengono arrestati 7 presunti affiliati a questa cosca che imponevano la guardianìa al latifondo dei baroni Gallelli di Badolato ma anche accusati di aver ottenuto illecitamente contributi dell'Unione europea[3][4].

## Organizzazione
Membri
- Vincenzo Gallelli (1943), alias Cenzo Macineju, presunto capobastone in carcere dall'8 dicembre 2017.